# حمادة صدقي
حمادة صدقي (ولد 25 أغسطس 1961) هو لاعب كرة قدم مصري معتزل والمدير الفني الحالي لنادي الجونة.
لعب صدقي لصالح النادي الأهلي في مركز الدفاع منذ 1986 وحتى 1993، كما شارك مع المنتخب المصري في 25 مباراة دولية. ثم اتجه للتدريب بعد الاعتزال. فقد عمل مدربًا مساعدًا ضمن الجهاز الفني للمنتخب المصري بقيادة حسن شحاتة منذ عام 2004 وحتى 2011، نجح خلالها الفريق في الفوز بكأس أمم إفريقيا ثلاث مرات متتالية. ثم تولى منصب المدرب العام لفريق سموحة في أكتوبر 2011 تحت قيادة المدير الفني شوقي غريب.
ثم تولى صدقي منصب المدير الفني لسموحة خلفًا لشوقي غريب المستقيل في يوليو 2013. قاد صدقي الفريق لإنجاز تاريخي حيث حقق المركز الثاني بالدوري خلفًا للنادي الأهلي بفارق الأهداف بعد منافسة كبيرة على اللقب حتى صافرة النهاية. ففي الدورة الرباعية الحاسمة للقب الدوري، فاز سموحة على بتروجيت بنتيجة 4-1، وعلى الزمالك 2-1، قبل التعادل سلبيًا مع الأهلي في أخر مباريات الدورة الرباعية. وضمنت وصافة الدوري لسموحة التأهل لدوري أبطال إفريقيا لأول مرة في تاريخه. واستمرت نتائج الفريق الرائعة في ذلك الموسم، إذ وصل لنهائي الكأس والذي خسره أمام نادي الزمالك بهدف دون رد. ولكن قررت إدارة النادي إقالته في أكتوبر 2014، لما رأته «اختلافا في الطموحات» بينها وبينه.
ولكن سرعان ما تولى مسئولية المدير الفني في نادي وادي دجلة، إذ تم التعاقد بينهما بعد ساعات من إقالته في سموحة.
بينما تولى قيادة وادي دجلة من أكتوبر 2014 وحتى يناير 2016، وأخيرا تولى قيادة إنبي بفترة قصيرة من يناير 2016 وحتى أبريل من العام نفسه.
بعد ذلك تولى حمادة صدقي قيادة منتخب مصر للشباب حتى 2017 ثم منتخب المحليين وبعد الفشل في التأهل لأمم إفريقيا للمحللين لم يقوم بقيادة أي فريق أخر.

## روابط خارجية
- حمادة صدقي على موقع قاعدة بيانات كرة القدم.إي يو (الإنجليزية)
- حمادة صدقي على موقع ناشيونال فوتبول تيمز (الإنجليزية)